# Антиок (Калифорния)
Антиок (англ. Antioch) — город, расположенный в округе Контра-Коста (штат Калифорния, США) с населением 102 372 человека по статистическим данным переписи 2010 года.

## География
По данным Бюро переписи населения США Антиок имеет общую площадь в 75,325 квадратных километров, из которых 73,424 кв. километров занимает земля и 1,901 кв. километров — вода. Площадь водных ресурсов составляет 2,5 % от всей его площади.
Город Антиок расположен на высоте 13 метров над уровнем моря.

## Демография
| Год переписи                                          | Нас.   |       | %±     |
| ----------------------------------------------------- | ------ | ----- | ------ |
| 1890                                                  | 635    |       | —      |
| 1900                                                  | 674    |       | 6,1%   |
| 1910                                                  | 1124   |       | 66,8%  |
| 1920                                                  | 1936   |       | 72,2%  |
| 1930                                                  | 3563   |       | 84%    |
| 1940                                                  | 5106   |       | 43,3%  |
| 1950                                                  | 11051  |       | 116,4% |
| 1960                                                  | 17305  |       | 56,6%  |
| 1970                                                  | 28060  |       | 62,1%  |
| 1980                                                  | 42683  |       | 52,1%  |
| 1990                                                  | 62195  |       | 45,7%  |
| 2000                                                  | 90532  |       | 45,6%  |
| 2010                                                  | 102372 |       | 13,1%  |
| 2014                                                  | 108930 | [ 5 ] | 6,4%   |
| 1890–2014 Источники: 1890, 1900-1970, 1980-2000, 2010 |        |       |        |

По данным переписи населения 2010 года в Антиок проживало 102 372 человека. Средняя плотность населения составляла около 1394,3 человек на один квадратный километр.
Расовый состав города по данным переписи распределился следующим образом: 50 083 (48,9 %) — белых, 17 667 (17,3 %) — чёрных или афроамериканцев, 10 709 (10,5 %) — азиатов, 887 (0,9 %) — коренных американцев, 817 (0,8 %) — выходцев с тихоокеанских островов, 14 310 (14 %) — других народностей, 7 899 (7,7 %) — представителей смешанных рас. Испаноязычные или латиноамериканцы составили 31,7 % от всех жителей (32 436 человек).
Население по возрастному диапазону по данным переписи распределилось следующим образом: 28 807 человек (28,1 %) — жители младше 18 лет, 10 593 человек (10,3 %) — от 18 до 24 лет, 13 308 человек (13 %) — от 25 до 34 лет, 22 223 человек (21,7 %) — от 35 до 49 лет, 18 443 человек (18 %) — от 50 до 64 лет и 8 998 человек (8,8 %) — в возрасте 65 лет и старше. Средний возраст жителей составил 33,8 года. Женщины составили 51,3 % (52 565 человек) от всех жителей города, мужчины 48,7 % (49 807 человек).